# William Clayton (funzionario)
William Lockhart Clayton, detto Will (Tupelo, 7 febbraio 1880 – Houston, 8 febbraio 1966), è stato un imprenditore e funzionario statunitense.

## Biografia
Nato vicino a Tupelo, nel Mississippi, Clayton è cresciuto a Jackson, nel Tennessee. Lasciata la scuola all'età di 13 anni, divenne un esperto stenografo, che gli valse un posto come segretario privato di Jerome Hall, un mercante di cotone di St. Louis. Nel 1896 Clayton andò a lavorare per la American Cotton Company di New York, diventandone vicedirettore nel 1904. Lasciò la società in quello stesso anno per unirsi ad altri due soci (compreso il suo fratellastro Monroe Dunaway Anderson) e dare vita alla Anderson, Clayton and Company, una società di commercializzazione del cotone con sede ad Oklahoma City. Nel 1916 la ditta trasferì la sua sede centrale a Houston, in Texas, dove crebbe fino a diventare la più grande impresa di commercializzazione di cotone al mondo.

### Ruoli governativi
Clayton entrò a far parte del governo durante la prima guerra mondiale, in qualità di membro della Cotton Distribution Committee (Comitato per la distribuzione del cotone), una sezione della commissione per gli approvvigionamenti per le industrie belliche. Nonostante fosse un democratico, si oppose alle politiche agricole del New Deal, promosse dal presidente democratico Franklin D. Roosevelt, ma la politica di libero scambio del New Deal lo portò a sostenere Roosevelt nelle elezioni del 1936.
Nel 1940 Clayton tornò a far parte del governo nella Reconstruction Finance Corporation, e in seguito lavorò alla Export-Import Bank of the United States, dove amministrò l'acquisto di materiali strategici per gli Stati Uniti cercando di impedirne l'acquisto alla Germania nazista. Dopo una serie di riordini amministrativi, Clayton si trovò a lavorare sotto il vicepresidente Henry A. Wallace. Disaccordi portarono Clayton a rassegnare le dimissioni nel gennaio del 1944, per tornare poi a servizi statali un mese più tardi, come amministratore della Surplus War Property in dipendenza da James F. Byrnes presso l'Ufficio di Mobilitazione Bellico.
Verso la fine del 1944, Clayton venne nominato  primo Segretario di Stato per gli affari economici, carica che gli permise di promuovere le politiche di libero scambio in cui credeva. Fu membro del comitato interinale con l'incarico di consigliare il segretario di guerra Henry L. Stimson e il presidente Harry S. Truman, relativamente ai problemi che avrebbero potuto insorgere dalla costruzione della bomba atomica, e fu consulente economico di Truman alla Conferenza di Potsdam.

### Carriera del Dopoguerra
Truman nominò Clayton  primo Segretario di Stato per gli affari economici, carica che Clayton detenne fino al 1947. Clayton sostenne ardentemente l'invio di aiuti economici americani per la ricostruzione dell'Europa dopo la seconda guerra mondiale e ebbe un ruolo importante nel Piano Marshall del 1947. Nel 1948 tornò ad occuparsi della sua attività privata a Houston, ma rimase attivo nella promozione del libero scambio e della cooperazione economica tra gli Stati Uniti e i loro alleati durante la guerra fredda. Clayton fu anche uno dei fautori di un miglioramento delle relazioni tra Stati Uniti e Repubblica popolare cinese. Nel 1963 il presidente John F. Kennedy gli chiese di lavorare sul programma nazionale di espansione delle esportazioni e sul trattato per il bando parziale dei test atomici. La William L. Clayton Professorship of International Economics (Cattedra di Economia Internazionale William L. Clayton), presso l'H. Paul Nitze School of Advanced International Studies, una parte della Johns Hopkins University (di cui Clayton fu fiduciario dal 1949 fino alla sua morte), prende il nome da lui.
Molti dei documenti di Clayton sono custoditi presso la Biblioteca S. Harry Truman e nel museo presidenziale a Independence, nel Missouri. Altri documenti importanti sono ospitati presso la Rice University e la Hoover Institution.
Clayton morì a Houston, in Texas, ed è sepolto nel cimitero di Glenwood, nella stessa città. Clayton era sposato con Susan Vaughan Clayton.